# 馬特 (喬治亞州)
馬特（英語：Matt）是位於美國喬治亞州福賽斯縣的一個非建制地區。該地的面積和人口皆未知。

## 地理
馬特的座標為34°29′09″N 84°15′03″W / 34.48583°N 84.25083°W，而該地的平均海拔高度為370米（即1214英尺）。